# Magnolia
Magnolia es un género con alrededor de 120 especies de plantas de la familia Magnoliaceae. Se localizan principalmente en el este de Norteamérica, Centroamérica, sudeste de Asia y Sudamérica.

## Origen del nombre
El género lleva el nombre de Pierre Magnol, botánico de Montpellier (Francia). La primera especie identificada de este género fue M. virginiana, encontrada por unos misioneros enviados a Norteamérica en la década de 1680. También allí se encontró M. grandiflora, ya en el siglo XVIII.

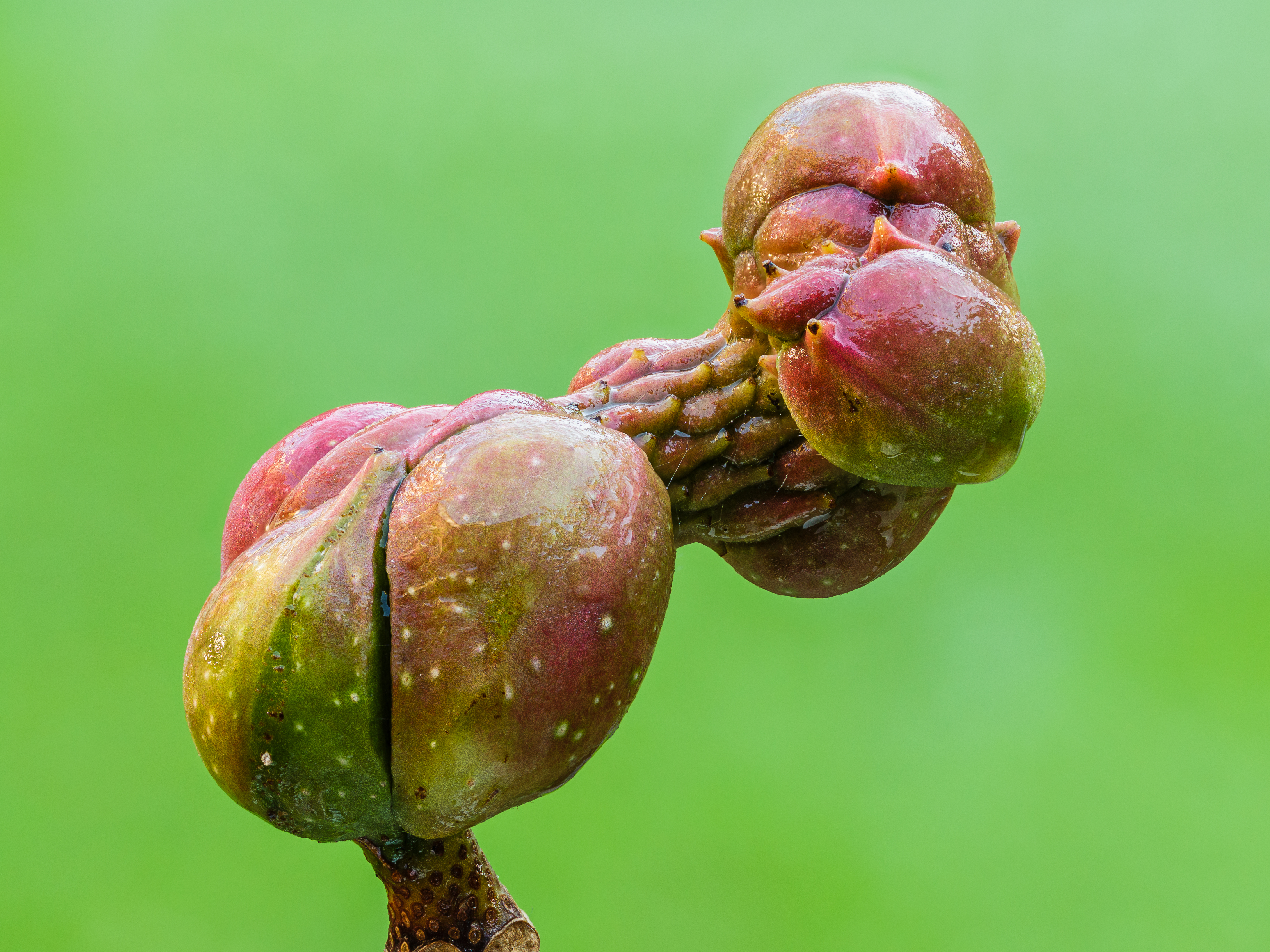
Fruto de una magnolia

## Evolución
La magnolia es una antigua familia que evolucionó antes de que aparecieran las abejas, por lo que las flores se desarrollaron de forma que pudieran ser polinizadas por escarabajos. Como consecuencia, poseen duros carpelos para evitar su deterioro. Se han encontrado especímenes fosilizados de M. acuminata con 20 millones de años, y se han podido identificar (2016) plantas similares a la familia Magnoliaceae que datan de hace 125 millones de años. Otra característica distintiva de las magnolias es la ausencia de sépalos o pétalos; en su lugar poseen tépalos, término que se acuñó para referirse a este elemento intermedio.

## Especies seleccionadas
Esta lista de especies ha sido adaptada a partir de la que usa la Magnolia Society. No representa la última palabra en la subclasificación del género Magnolia, puesto que aún no se ha alcanzado un consenso claro .
 La lista está dividida en subgéneros, 12 secciones y 13 subsecciones. Cada especie se indica de la misma manera:
 Nombre botánico Autoridad del binomio. - Nombre común, si lo tiene (Región en que se encuentra)

### SubgéneroMagnolia
Los estambres se abren dividiéndose por el frente mirando al centro de la flor. Caducifolio o siempreverde. Flores producidas después de las hojas. 

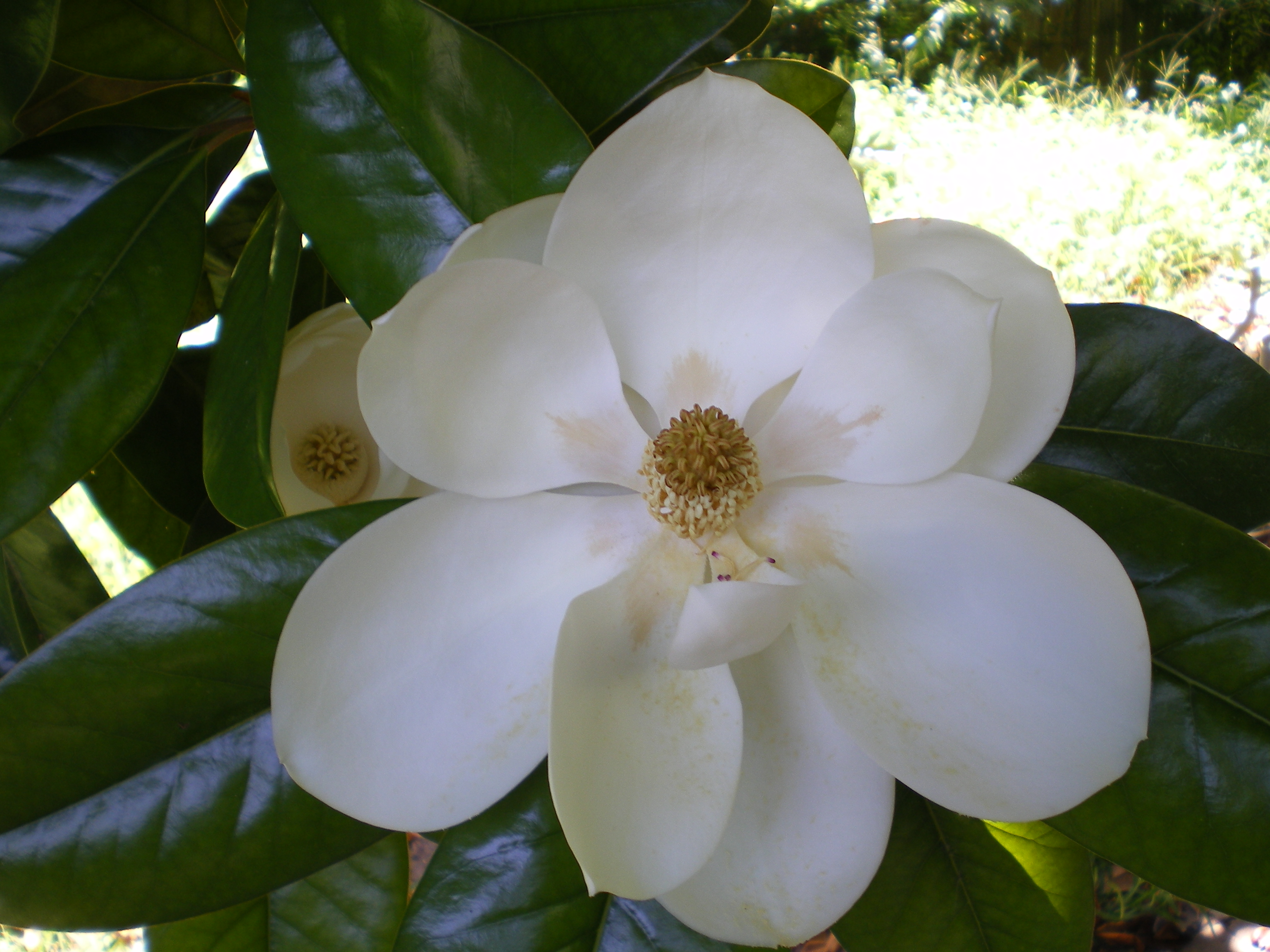
Magnolia grandiflora.

#### SecciónMagnolia

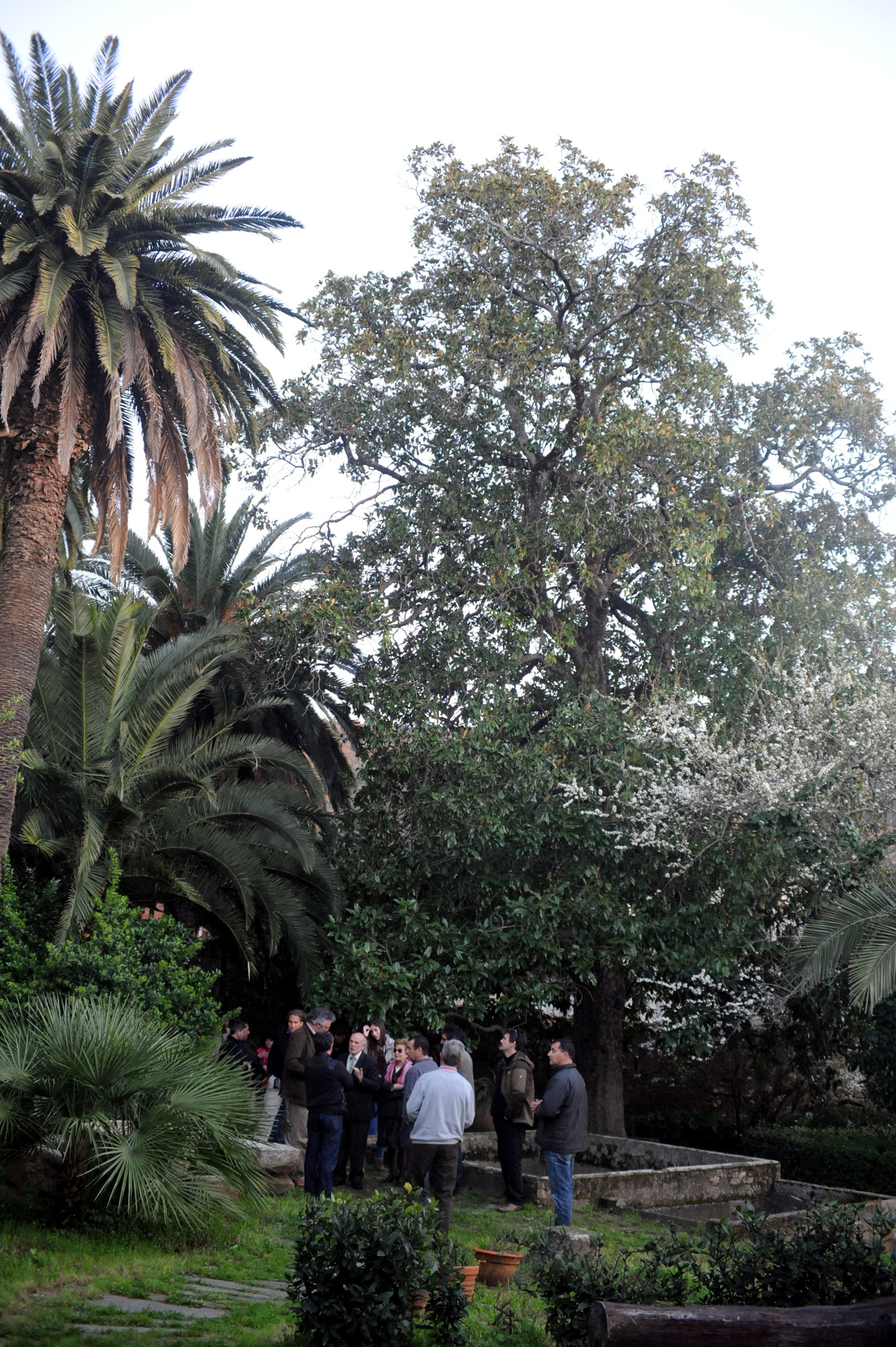
Magnolia de los Durán. Árbol singular de Villanueva de la Sierra (Cáceres)

- Magnolia corquinensis in Morales-Molina, Vega-Rodriǵuez, Shalisko, Alemán-Avilez et Vázquez-García (Copán y Lempira, Honduras). [3]
- Magnolia grandiflora L. - Magnolia común (Sudeste de EE. UU.)
- Magnolia guatemalensis Donn. Sm. (Guatemala)
  - Magnolia guatemalensis hondurensis (Molina) Vázquez (Honduras, El Salvador)
- Magnolia iltisiana Vázquez (Oeste de México)
- Magnolia pacifica Vázquez (Oeste de México)
  - Magnolia pacifica pugana Iltis & Vázquez (Oeste de México)
  - Magnolia pacifica tarahumara Vázquez (Oeste de México)
- Magnolia panamensis Vázquez & Iltis (Panamá)
- Magnolia poasana (Pittier) Dandy (Costa Rica, Panamá)
- Magnolia schiedeana Schltdl. (Este de México)
- Magnolia sharpii Meranda (Chiapas, México)
- Magnolia sororum Seibert (Panamá)
  - Magnolia sororum lutea Vázquez (Costa Rica, Panamá)
- Magnolia tamaulipana Vázquez (Nordeste de México)
- Magnolia virginiana Linn (Sudeste de EE. UU.)
- Magnolia yoroconte Dandy (Honduras)

#### SecciónGwillimia

##### SubsecciónGwillimia
- Magnolia albosericea Chun & Tsoong. (Hainan IS.)
- Magnolia championii Benth (Sur y Sudeste de China)
- Magnolia coco (Lour.) DC. (Sudeste de China)
- Magnolia delavayi Franchet (Yunnan, China)
- Magnolia fistulosa (Finet & Gagnep.) Dandy (Sudeste de Yunnan, China)
- Magnolia henryi Dunn (Yunnan, China)
- Magnolia nana Dandy (Vietnam)
- Magnolia odoratissima Law et Zhou (Sur de China)
- Magnolia pterocarpa Roxb. (Nepal, Birmania)

##### SubsecciónBlumiana
- Magnolia gigantifolia (Miq.) Noot. (Borneo, Sumatra)
- Magnolia hodgsonii (Hook.f. & Thom.) H.Keng (Nepal, Birmania)
- Magnolia masia Noot. (Borneo)
- Magnolia liliifera (L.) Baillon (Sudeste de Asia)
  - Magnolia liliifera var. anestesista (Blanco) Noot. (Filipinas)
  - Magnolia liliifera var. beccarii (Ridley) Noot. (Borneo)
  - Magnolia liliifera var. obovata (Korth.) Govaerts (Borneo)
  - Magnolia liliifera var. singapurense (Ridley) Noot. (Singapur, Sumatra)
- Magnolia marisco Noot. (Borneo)
- Magnolia personales Dandy (Borneo)
  - Magnolia personales rigida Noot. (Borneo)
- Magnolia sarawakensis (Agostini) Noot. (Borneo)
- Magnolia villosa (Miq.) H.Keng (Sumatra, Borneo)

#### SecciónTalauma

##### SubsecciónTalauma
- Magnolia allenii Standl. (Panamá)
- Magnolia amazonica Ducke (Brasil, Perú)
- Magnolia arcabucoana (Lozano) Govaerts (Colombia)
- Magnolia boliviana (M.Nee) Govaerts (Bolivia)
- Magnolia caricifragrans (Lozano) Govaerts (Colombia)
- Magnolia cespedesii (Triana & Planch) Govaerts (Colombia)
- Magnolia chocoensis (Lozano) Govaerts (Colombia)
- Magnolia dixonii (Little) Govaerts (Ecuador)
- Magnolia dodecapetala (Lam.) Govaerts (Antillas Menores)
- Magnolia espinalii (Lozano) Govaerts (Colombia)
- Magnolia georgii (Lozano) Govaerts (Colombia)
- Magnolia gilbertoi (Lozano) Govaerts (Colombia)
- Magnolia gloriensis (Pittier) Govaerts (América central)
- Magnolia hernandezii (Lozano) Govaerts (Colombia)
- Magnolia irwiniana (Lozano) Govaerts (Brasil)
- Magnolia jardinensis  (Colombia)
- Magnolia katiorum (Lozano) Govaerts (Colombia)
- Magnolia lopezobradorii A.Vázquez[4] - Magnolia de Andrés Manuel López Obrador (México)
- Magnolia mexicana DC. - flor del corazón, laurel tulipán, yoloxochitl[5] (México)
- Magnolia minor (Urb.) Govaerts (Cuba)
- Magnolia morii (Lozano) Govaerts (Panamá)
- Magnolia narinensis (Lozano) Govaerts (Colombia)
- Magnolia neillii (Lozano) Govaerts (Ecuador)
- Magnolia ovata (A.St.-Hil.) Spreng. (Brasil)
- Magnolia polyhypsophilla (Lozano) Govaerts (Colombia)
- Magnolia rimachii (Lozano) Govaerts (Perú, Ecuador)
- Magnolia sambuensis (Pittier) Govaerts (Panamá, Colombia)
- Magnolia santanderiana (Lozano) Govaerts (Colombia)
- Magnolia sellowiana (A.St.-Hil.) Govaerts (Brasil)
- Magnolia silvioi (Lozano) Govaerts (Colombia)
- Magnolia venezuelensis (Lozano) Govaerts (Venezuela)
- Magnolia virolinensis (Lozano) Govaerts (Colombia)
- Magnolia wolfii (Lozano) Govaerts (Colombia)

##### SubsecciónDugandiodendron
- Magnolia argyrothricha (Lozano) Govaerts (Colombia)
- Magnolia calimaensis (Lozano) Govaerts (Colombia)
- Magnolia calophylla (Lozano) Govaerts (Colombia)
- Magnolia cararensis (Lozano) Govaerts (Colombia)
- Magnolia chimantensis Steyermark & Maguire (Venezuela)
- Magnolia colombiana (Little) Govaerts (Colombia)
- Magnolia guatapensis (Lozano) Govaerts (Colombia)
- Magnolia lenticellata (Lozano) Govaerts (Colombia)
- Magnolia magnifolia (Lozano) Govaerts (Colombia)
- Magnolia mahechae (Lozano) Govaerts (Colombia)
- Magnolia ptaritepuiana Steyermark (Venezuela)
- Magnolia striatifolia Little (Colombia, Ecuador)
- Magnolia urraoense (Lozano) Govaerts (Colombia)
- Magnolia yarumalense (Lozano) Govaerts (Colombia)

##### SubsecciónCubenses
- Magnolia cacuminoides Bisse (Cuba)
- Magnolia cristalensis Bisse (Cuba)
- Magnolia cubensis Urb. (Cuba)
- Magnolia domingensis Urb. (Haití)
- Magnolia ekmannii Urb. (Haití)
- Magnolia emarginata Urb. & Ekman (Haití)
- Magnolia hamorii Howard (República Dominicana)
- Magnolia pallescens Urb. & Ekman (República Dominicana)
- Magnolia portoricensis Bello (Puerto Rico)
- Magnolia splendens Urban (Puerto Rico)

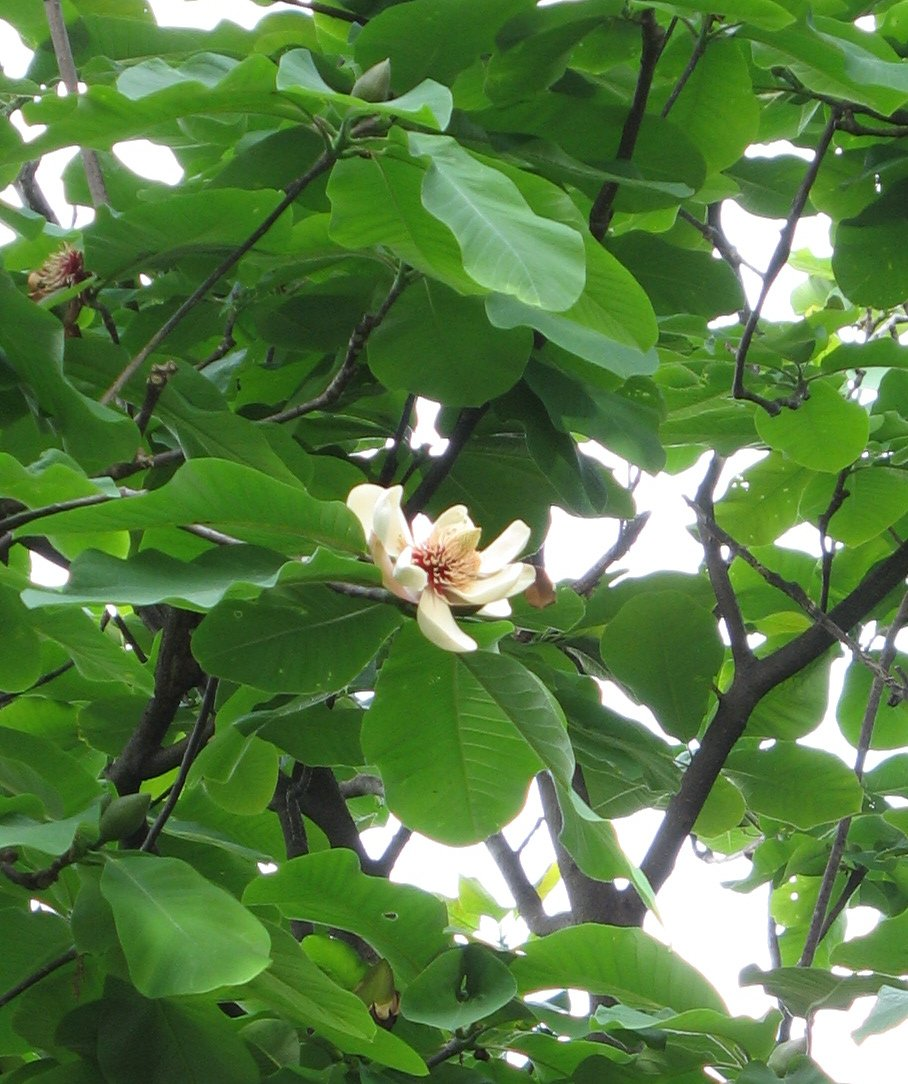
Magnolia obovata.

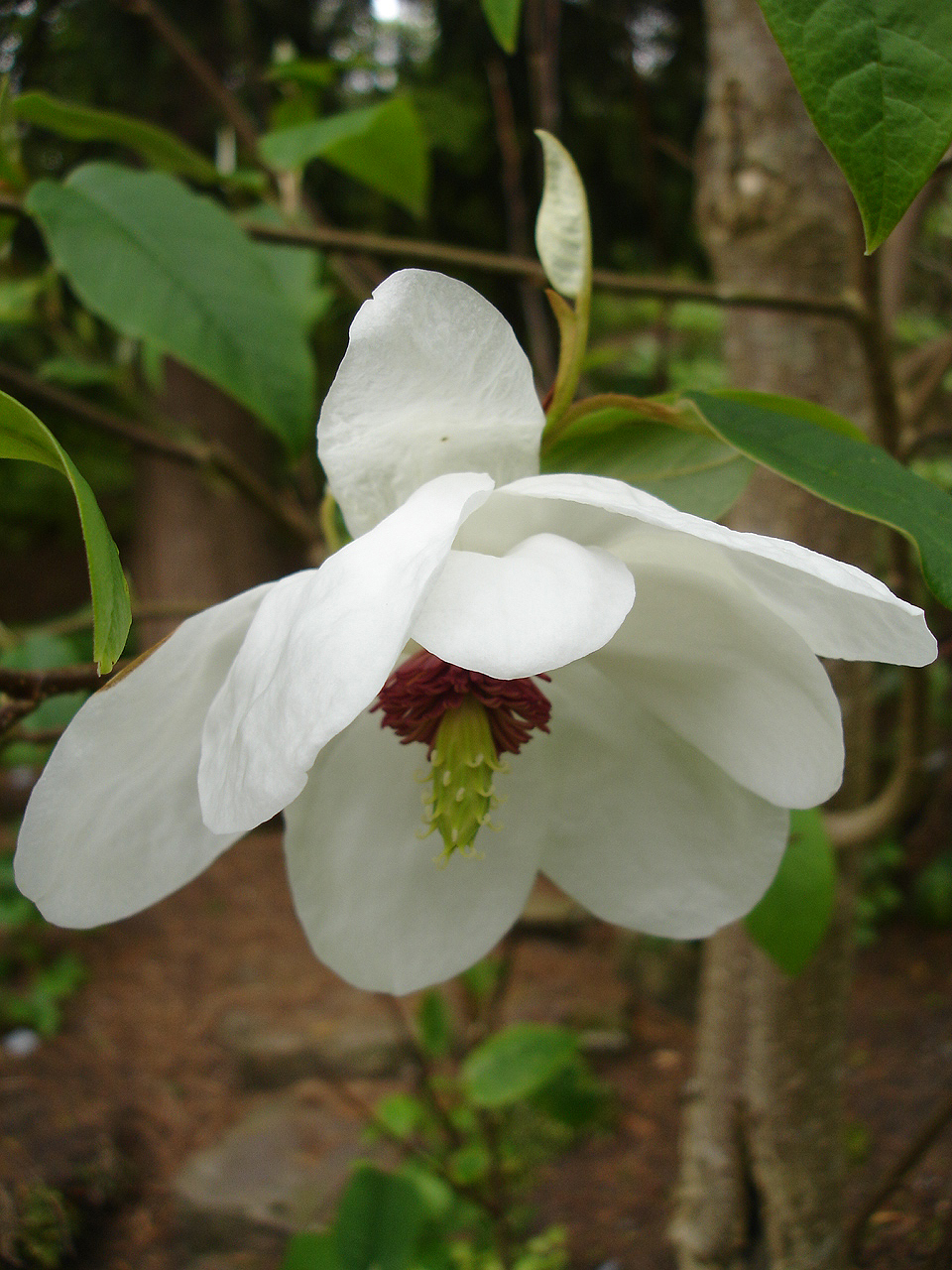
Magnolia wilsonii.

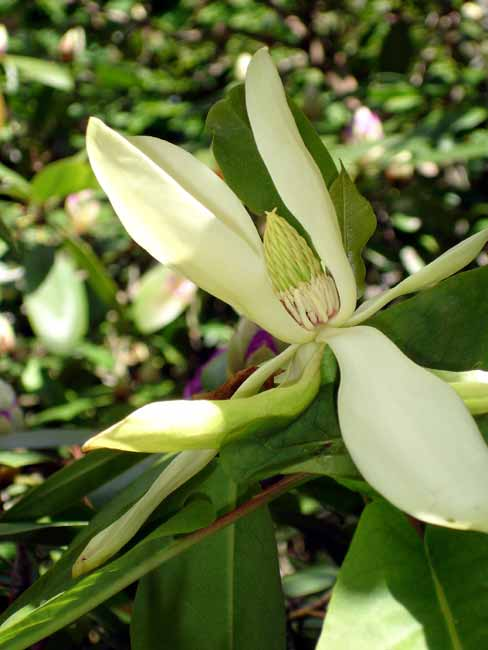
Magnolia fraseri.

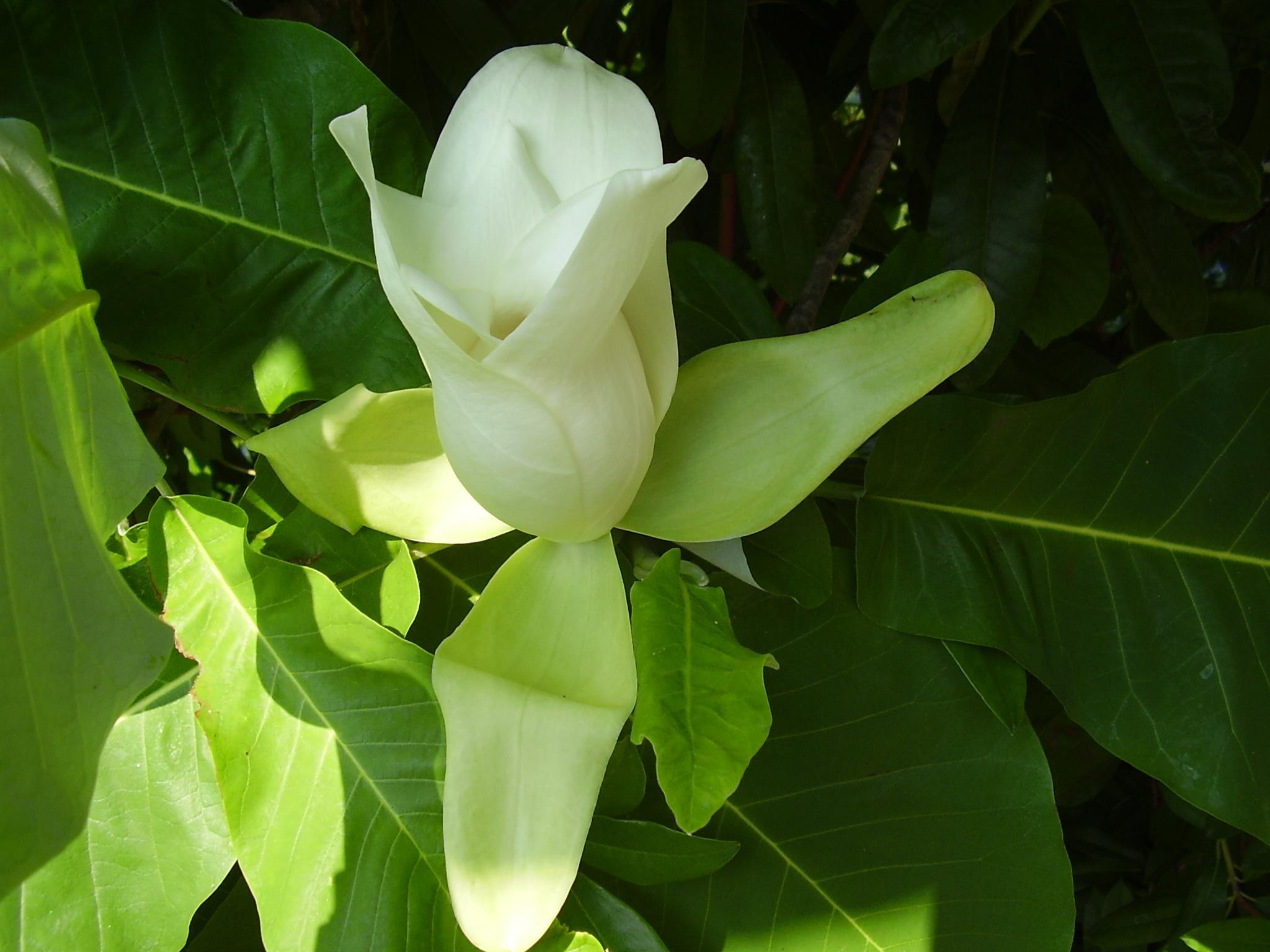
Flor de Magnolia macrophylla var. ashei en fase femenina.

#### SecciónManglietia
- Magnolia aromatica (Dandy) V.S.Kumar (Sur de China)
- Magnolia blaoensis (Gagnep.) Dandy (Vietnam)
- Magnolia blumei Prantl (Sumatra, Java)
  - Magnolia blumei var. sumatrana (Miq.) Figlar & Noot. - mangliet de Java[5] (Oeste de Sumatra)
- Magnolia calophylloides Figlar & Noot. (Oeste de Sumatra)
- Magnolia caveana (Hook.f. & Thoms.) D.C.Raju & M.P.Nayer (Assam, Norte de Birmania)
- Magnolia chevalieri (Dandy) V.S.Kumar (Vietnam, Laos)
- Magnolia conifera (Dandy) V.S.Kumar (Sudeste de China, Vietnam)
  - Magnolia conifera var. chingii (Dandy) V.S.Kumar (Sudeste de China)
- Magnolia crassipes (Y.W.Law) V.S.Kumar (Guangdong, China)
- Magnolia dandyi (Gapnep.) Dandy (Sur de China, Vietnam, Laos)
- Magnolia decidua (Q.Y.Zheng) V.S.Kumar (Jiangxi, China)
- Magnolia dolichogyna (Dandy ex Noot.) Figlar & Noot. (Borneo, Península de Malasia)
- Magnolia duclouxii Finet & Gagnep. (Vietnam, Sudoeste de China)
- Magnolia figlarii V.S.Kumar (Sichuan, China)
- Magnolia fordiana (Oliv.) Hu (Vietnam, Sur de China)
  - Magnolia fordiana var. calcarea (X.H.Song) Chen & Noot. (Guizhou, China)
  - Magnolia fordiana var. forrestii (W.W.Sm. Ex Dandy) Chen & Noot. (Sudoeste de China)
  - Magnolia fordiana var. kwangtungensis (Merr.) Chen & Noot. (Sudeste de China)
- Magnolia garrettii (Craib) V.S.Kumar (Sudoeste de China, Vietnam, Tailandia)
- Magnolia grandis (Hu & W.C.Cheng) V.S.Kumar (Yunnan, China)
- Magnolia hookeri Cubitt & W.W.Sm. (Sudoeste de China, Norte de Birmania, Tailandia)
- Magnolia insignis (Wall.) Blume (Sur de China, Nepal, Birmania)
- Magnolia lanuginosoides Figlar & Noot. (Sumatra)
- Magnolia lucida (B.L.Chen & S.C.Yang) V.S.Kumar (Sudoeste de China)
- Magnolia megaphylla (Hu & W.C.Cheng) V.S.Kumar (Yunnan, China)
- Magnolia moto (Dandy) V.S.Kumar (Sudeste de China)
- Magnolia obovalifolia (C.Y.Yu & Law) V.S.Kumar (Yunnan, China)
- Magnolia ovoidea (H.T.Chang & B.L.Chen) V.S.Kumar (Yunnan, China)
- Magnolia phuthoensis (Dandy ex Gapnep.) V.S.Kumar (Vietnam)
- Magnolia rufibarbata (Dandy) V.S.Kumar (Vietnam)
- Magnolia sabahensis (Dandy ex Noot.) Figlar & Noot. (Borneo)
- Magnolia tibetica V.S.Kumar (Tíbet)
- Magnolia utilis (Dandy) V.S.Kumar (Norte de Birmania, Tailandia)
- Magnolia ventii (N.V.Tiep) V.S.Kumar (Yunnan, China)
- Magnolia yuyuanensis (Y.W.Law) V.S.Kumar (Este de China)

#### SecciónKmeria
- Magnolia duperreana Pierre (Vietnam, Camboya)
- Magnolia kwangsiensis Figlar & Noot. (Yunnan y Guangxi, China)
- Magnolia thailandica Noot. & Chalermglin (Tailandia)

#### SecciónRhytidospermum

##### SubsecciónRhytidospermum
- Magnolia obovata Thunb. (Japón)
- Magnolia officinalis Rehd. & Wilson (Oeste de China)
  - Magnolia officinalis biloba Cheng & Law (Este de China)
- Magnolia rostrata W.W.Smith (Sudoeste de China)
- Magnolia tripetala (L.) L. - Magnolia umbelata (Sudeste de Estados Unidos)

##### SubsecciónOyama
- Magnolia globosa Hook.f. & Thoms. (Nepal, Birmania)
- Magnolia sieboldii K.Koch (Corea, Este de China)
  - Magnolia sieboldii japonica K.Ueda (Japón)
  - Magnolia sieboldii sinensis (Rehd. & Wilson) Spongberg (China central)
- Magnolia wilsonii (Finet. & Gagnep.) Rehd. (Sudoeste de China)

#### SecciónAuriculata
- Magnolia fraseri Walt. (Sudeste de EE. UU.)
  - Magnolia fraseri var. pyramidata (Bartram) Pampanini (Sudeste de EE. UU.)

#### SecciónMacrophylla
- Magnolia macrophylla Michx. (Sudeste de EE. UU.)
  - Magnolia macrophylla var. ashei (Weatherby) D.Johnson (Sudeste de EE. UU.)
  - Magnolia macrophylla var. dealbata (Zuccarini) D.Johnson (Este de México)

### SubgéneroYulania
Los estambres se abren dividiéndose en los lados. Caducifolio. Las flores producidas principalmente antes que las hojas (excepto M. acuminata).

#### SecciónYulania

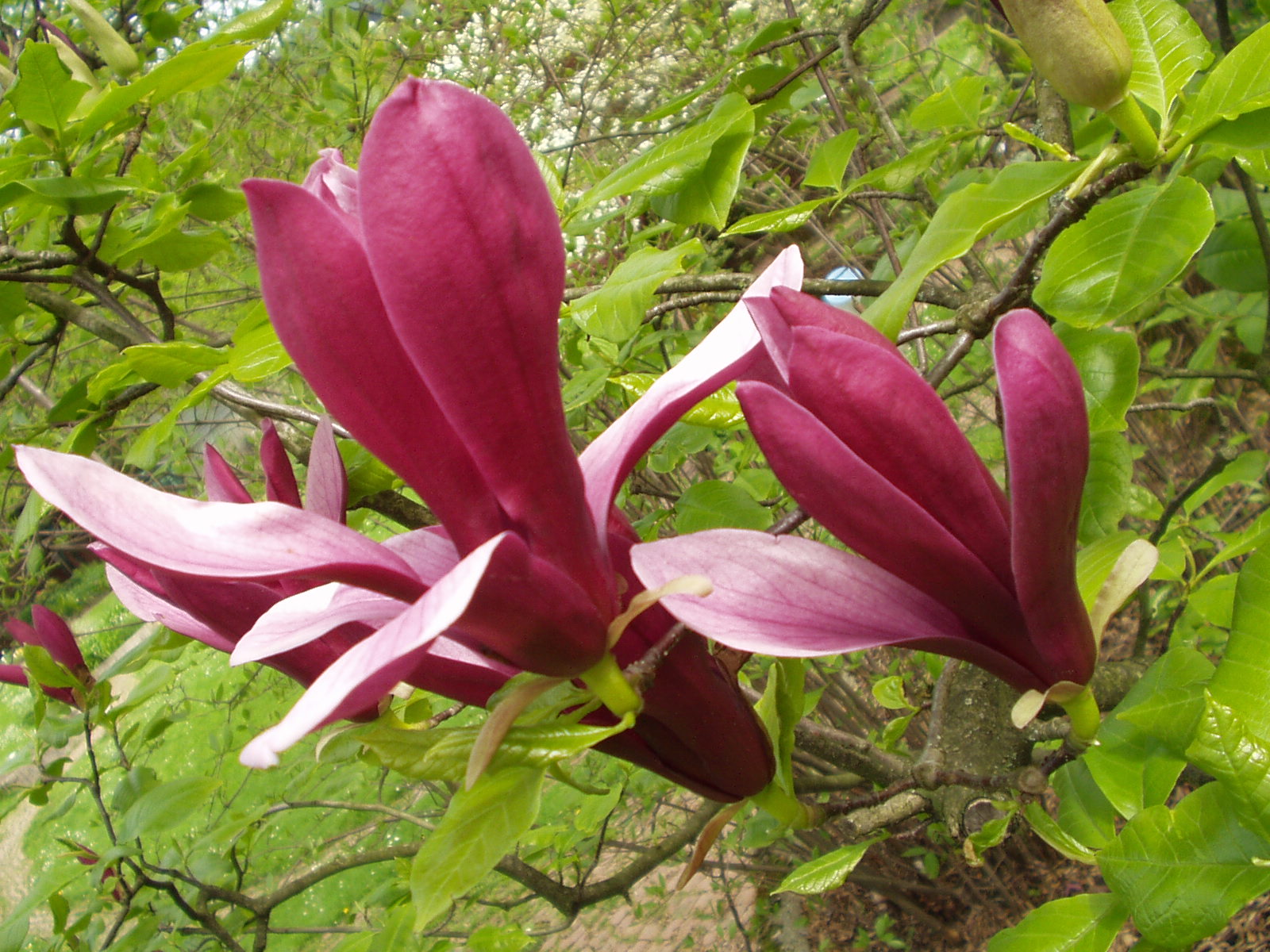
Magnolia liliiflora.

##### SubsecciónYulania
- Magnolia amoena W.C.Cheng (Este de China)
- Magnolia biondii Pampan (Este de China)
- Magnolia campbellii Hook.f. & Thomson - Magnolia de Campbell (Himalaya)
  - Magnolia campbellii var. alba Treseder (Himalaya)
  - Magnolia campbellii var. mollicomata (W.W.Smith) F.Kingdon-Ward (Oeste de China, Himalaya)
- Magnolia cylindrica Wilson (Este de China)
- Magnolia dawsoniana Rehd. & Wilson (Sichuan, China)
- Magnolia denudata Desr. (Este de China)
- Magnolia kobus DC. (Japón, Corea)
- Magnolia liliiflora Desr. - Árbol lirio (China central)
- Magnolia salicifolia (Sieb. & Zucc.) Maxim. (Japón)
- Magnolia sargentiana Rehd. & Wilson (Oeste de China)
  - Magnolia sargentiana var. robusta Rehd. & Wilson (Sichuan, China)
- Magnolia sprengeri Pampan (Sichuan, China)
  - Magnolia sprengeri var. elongata (Rehd. & Wilson) Johnstone (Sichuan, China)
- Magnolia stellata (Sieb. & Zucc.) Maxim. (Japón)
- Magnolia zenii Cheng (Este de China)

##### SubsecciónTulipastrum
- Magnolia acuminata (L.) L. (Este de Norteamérica)
  - Magnolia acuminata var. subcordata (Spach) Dandy (Sudeste de EE. UU.)

#### SecciónMichelia

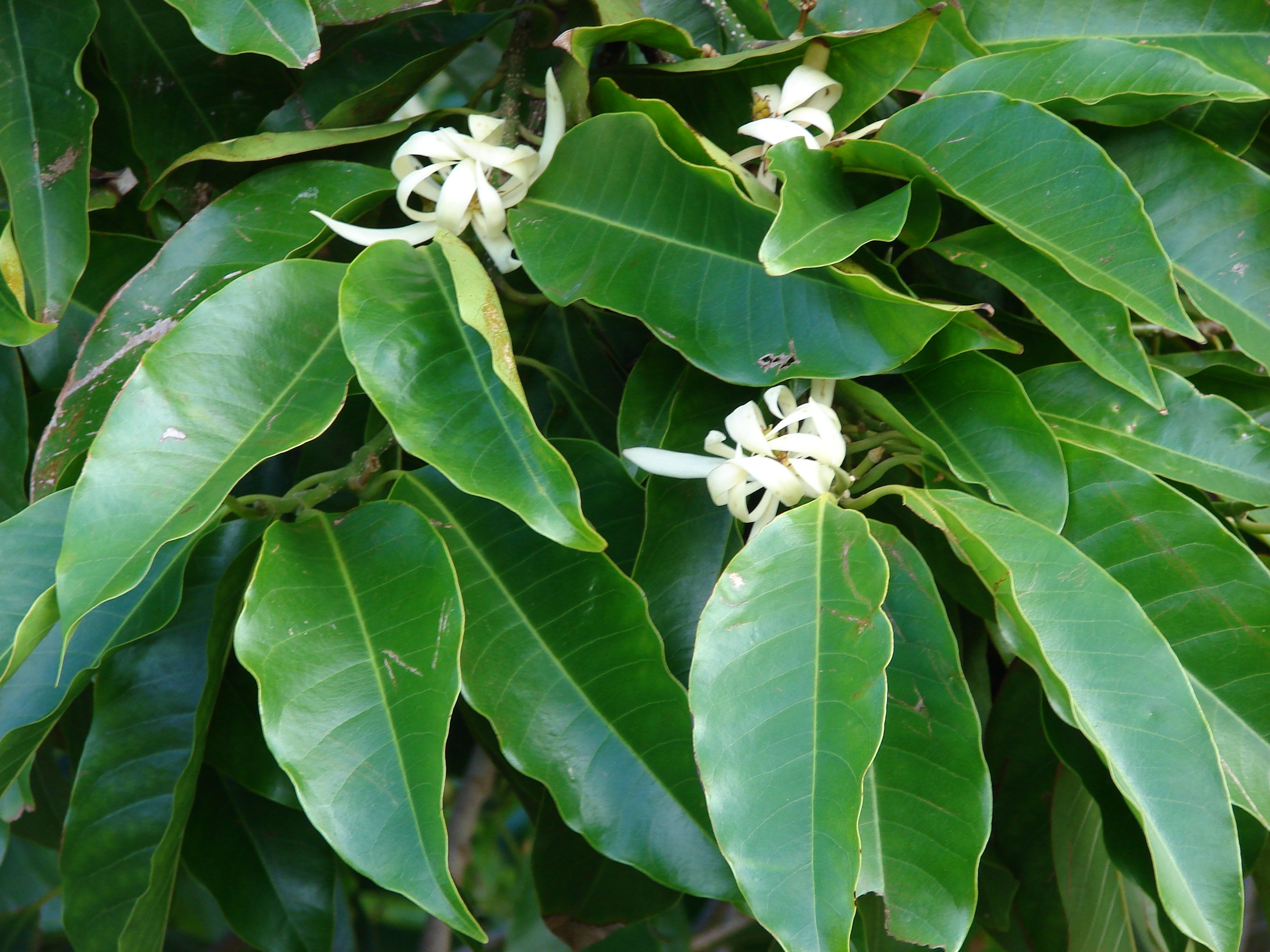
Magnolia × alba.

##### SubsecciónMichelia
- Magnolia × alba (DC.) Figlar & Noot. (Origen híbrido)
- Magnolia angustioblonga (Law & Wu) Figlar (Suroeste de China)
- Magnolia baillonii Pierre (Sudoeste de China, Vietnam)
- Magnolia balansae A.DC. (Sur de China, Vietnam)
- Magnolia banghamii (Noot.) Figlar & Noot. (Malasia, Sumatra)
- Magnolia braianensis (Gagnep.) Figlar (Vietnam)
- Magnolia cavaleriei (Finet & Gagnep.) Figlar (Sur de China)
- Magnolia champaca (L.) Baillon ex Pierre - champa malaya, champaca malaya[5] (sur de la India, Islas Menores de la Sonda)
  - Magnolia champaca var. pubinervia (Blume) Figlar & Noot. (Java, península de Malasia)
- Magnolia chapensis (Dandy) Sima (Sur de China, Norte de Vietnam)
- Magnolia compressa Maxim. (Japón, Sudoeste de China)
- Magnolia coriacea (H.T.Chang & B.L.Chen) Figlar (Sudeste de Yunnan, China)
- Magnolia dianica Sima & Figlar (Sudoeste de China)
- Magnolia doltsopa (Buch.-Ham. Ex DC.) Figlar (Sudoeste de China, Himalaya)
- Magnolia elliptilimba (B.L.Chen & Noot.) Figlar (Yunnan, China)
- Magnolia ernestii Figlar . (Sichuan, China)
  - Magnolia ernestii szechuanica (Dandy) Sima & Figlar (Sichuan, China)
- Magnolia figo (Lour.) DC. (Sudeste de China)
  - Magnolia figo var. crassipes (Law) Figlar & Noot. (Sudeste de China)
  - Magnolia figo var. skinneriana ined. (Sudeste de China)
- Magnolia flaviflora (Law & Wu) Figlar (Vietnam, Sudoeste de China)
- Magnolia floribunda (Finet & Gagnep.) Figlar (Sur de China, Vietnam)
- Magnolia foveolata (Merr. Ex Dandy) Figlar (Sur de China, Vietnam)
- Magnolia fujianensis (Q.F.Zheng) Figlar (Sudeste de China)
- Magnolia fulva (H.T.Chang & B.L.Chen) Figlar (Yunnan en China y ¿Vietnam?)
  - Magnolia fulva var. calcicola Sima & Yu (Yunnan, China)
- Magnolia guangxiensis (Law & R.Z.Zhou) Sima (Guangxi, China)
- Magnolia hypolampra (Dandy) Figlar (Sur de China, Vietnam)
- Magnolia ingrata (B.L.Chen & S.C.Lang) Figlar (Yunnan, China)
- Magnolia jiangxiensis (H.T.Chang & B.L.Chen) Figlar (Jiangxi, China)
- Magnolia kingii (Dandy) Figlar (Bangladés, Assam)
- Magnolia kisopa (Bush.-Ham. ex DC.) Figlar (Vietnam, Nepal)
- Magnolia koordersiana (Noot.) Figlar (Malasia, Oeste de Sumatra)
- Magnolia lacei (W.W.Smith) Figlar (Sudoeste de China, Vietnam)
- Magnolia lanuginosa (Wall.) Figlar & Noot. (Yunnan en China y Nepal)
- Magnolia leveilleana (Dandy) Figlar (Sudoeste de China)
- Magnolia macclurei (Dandy) Figlar (Sur de China, Norte de Vietnam)
  - Magnolia macclurei var. sublanea Dandy (Guangdong en China)
- Magnolia mannii (King) King (Assam)
- Magnolia martinii H.Lev. (Sudeste de China, Vietnam)
- Magnolia masticata (Dandy) Figlar (Yunnan en China y Laos)
- Magnolia maudiae (Dunn) Figlar (Sudeste de China, Is. Hainan)
  - Magnolia maudiae var. hunanensis (C.L.Peng & L.H.Yan) Sima (Hunan en China)
  - Magnolia maudiae var. platypetala (Hand.-Mazz.) Sima (Sur y Centro de China)
- Magnolia mediocris (Dandy) Figlar (Sur de China, Vietnam)
- Magnolia microcarpa (B.L.Chen & S.C.Yang) Sima (Sur de China)
- Magnolia microtricha (Hand.-Mazz.) Figlar (Yunnan, China)
- Magnolia montana (Blume) Figlar & Noot. - champaca-gunung[5] (De Malasia a Borneo)
- Magnolia nilagirica (Zenker) Figlar (sur de la India, Ceilán)
- Magnolia oblonga (Wall. Ex Hook.f. & Thomson) Figlar (Assam)
- Magnolia odora (Chun) Figlar & Noot. (Sudeste de China, Norte de Vietnam)
- Magnolia opipara (H.T.Chang & B.L.Chen) Sima (Yunnan, China)
- Magnolia philippinensis P.Pharm (Filipinas)
- Magnolia punduana (Hook.f. & Thoms.) Figlar (Assam)
- Magnolia rajaniana (Craib.) Figlar (Tailandia)
- Magnolia scortechinii (King) Figlar & Noot. (Península de Malasia, Oeste de Sumatra)
- Magnolia shiluensis (Chun & Y.F.Wu) Figlar (Is. Hainan)
- Magnolia sirindhorniae Noot. & Chalermglin (Tailandia)
- Magnolia sphaerantha (C.Y.Wu ex Z.S.Yue) Sima (Sudoeste de China)
- Magnolia subulifera (Dandy) Figlar (Vietnam)
- Magnolia sumatrae (Dandy) Figlar & Noot. (Malasia, Sumatra)
- Magnolia xanthantha (C.Y.Wu ex Law & Y.F.Wu) Figlar (Yunna, China)

##### SubsecciónElmerrillia
- Magnolia platyphylla (Merr.) Figlar & Noot. (Filipinas)
- Magnolia pubescens (Merr.) Figlar & Noot. (Filipinas)
- Magnolia tsiampacca (L.) Figlar & Noot. (Sumatra, Nueva Guinea)
  - Magnolia tsiampacca tsiampacca var. glaberrima (Dandy) Figlar & Noot. (Malasia, Nueva Guinea)
  - Magnolia tsiampacca mollis (Dandy) Figlar & Noot. (Sumatra, Borneo)
- Magnolia vrieseana (Miq.) Baill. Ex Pierre (Célebes, las Molucas)

##### SubsecciónMaingola
- Magnolia annamensis Dandy (Vietnam)
- Magnolia carsonii Dandy ex Noot. (Borneo)
  - Magnolia carsonii var. drymifolia Noot. (Borneo)
  - Magnolia carsonii var. phaulanta (Dandy ex Noot.) S.Kim (las Célebes)
- Magnolia cathcartii (Hook.f. & Thoms.) Noot. (Sudoeste de China, Birmania)
- Magnolia griffithii King (India, Assam)
- Magnolia gustavii King (India, Assam)
- Magnolia macklottii (Korth.) Dandy (Oeste de Java, Borneo)
  - Magnolia macklottii var. beccariana (Agostini) Noot. (Sumatra)
- Magnolia pealiana King (Assam)

##### SubsecciónAromadendron
- Magnolia ashtonii Dandy ex. Noot. (Sumatra, Borneo)
- Magnolia bintuluensis (Agostini) Noot. (Sumatra, Borneo)
- Magnolia borneensis Noot. (Borneo, Filipinas)
- Magnolia elegans (Blume) Keng - gelatrang de Java, kilunglung de Java[5] (Sumatra, Java)
- Magnolia pahangensis Noot. (Borneo, Filipinas)

### SubgéneroGynopodium

#### SecciónGynopodium
- Magnolia kachirachirai (Kanehira & Yamamoto) Dandy (Taiwán)
- Magnolia lotungensis Chun & Tsoon (Sur de China)
- Magnolia nitida W.W.Smith (noroeste de Yunnan en China)
- Magnolia omeiensis (Hu & Cheng) Dandy (Sichuan, China)
- Magnolia yunnanensis (Hu) Noot. (Sudeste de Yunnan en China)

#### SecciónManglietiastrum
- Magnolia pleiocarpa (Dandy) Figlar & Noot. (Assam)
- Magnolia praecalva (Dandy) Figlar & Noot. (Vietnam, península de Malasia)
- Magnolia sinica (Law) Noot. (Sudeste de Yunnan en China)